# Знание (общество России)
Общество «Знание» России (1992—2016) — добровольное некоммерческое самоуправляемое образовательно-просветительное общественное объединение, просветительская и пропагандистская организация в России.
После распада СССР, с 1992 года получила собственность общества Всесоюзного общества «Знание» на территории России.
В 2016 году вместо него появилась Общественно-государственная просветительская организация «Российское общество „Знание“».

## История
После распада СССР и ликвидации Всесоюзного общества, в Российской Федерации было создано Общество «Знание» России, которое выступило в качестве наследника и правопреемника Всесоюзного общества. В 1990-е годы эта организация пришла в упадок. Даже официальное издание общества «Аргументы и факты» стало обычной частной газетой.
В июне 2016 года XVII съезд Общества «Знание» России в связи с образованием общественно-государственной просветительской организации «Российское общество „Знание“» принял решение о самоликвидации. В дальнейшем сообщения о ходе работы Ликвидационной комиссии публиковались на официальной странице «Живого журнала» общества. В 2019 году сообщалось, что в 2018 году в рамках ликвидации было сделано следующее:
- 11 из 23 региональных отделений (без права юридического лица) на общих собраниях решили прекратить свою деятельность;
- 10 организаций и отделений на местах закончили ликвидацию, 2 организации находились в процессе ликвидации.

Некоторые местные организации общества вышли из его состава после принятия решения о ликвидации и изменили свое название. По состоянию на 2019 год такие общественные объединения существовали в Кировской, Костромской, Курской, Орловской, Ульяновской, Тюменской, Челябинской областях, в городах Каменск-Уральский и Нижний Тагил.
Здания, принадлежавшие обществу в процессе ликвидации продавались (например, помещение в Москве) или передавались государству. В 2019 году сообщалось, что в Саратовской области были переданы помещения стоимостью 13,8 млн рублей.
В 2021 году сообщалось, что в Российский государственный архив экономики переданы все документы общества до 2016 года по личному составу, кадровому производству и бухгалтерским операциям.

### Попытки возрождения организации после 2016 года
11 декабря 2015 года президент Российской Федерации В. В. Путин подписал Указ о создании общероссийской общественно-государственной просветительской организации «Российское общество „Знание“». Учредителем организации от Российской Федерации стало Министерство образования и науки. Новое общество может рассчитывать на субсидии из бюджета. Согласно Указу, организация создаётся «в целях дальнейшего развития гражданского общества, духовно-нравственного воспитания граждан РФ и повышения эффективности образовательно-просветительской работы».
К началу 2017 года планировалось сформировать региональные отделения и обновить кадровый состав, вслед за этим должен был начаться набор лекторов. Бюджет организации на 2017 год равнялся 100 миллионам рублей.
Сферой деятельности обновлённого «Знания», помимо повышения гражданского самосознания, назывались духовно-нравственное просвещение, популяризация и защита русского языка, литературы, здорового образа жизни. Участники организации, большинство руководителей отделений в регионах которой составляли представители вузов, называли стратегическими задачами общества «Знание» «работу на превращение знаний в убеждения», трансляцию «государственной идеологии» и формирование в массовом сознании «имиджа страны как современного динамично развивающегося государства».
Общество оплачивало лекции с пропагандистским уклоном (в основном про политику и историю) — в 2016 году на них потратили треть бюджета. В частности, лекторы рассказывали про «план Даллеса», «оранжевые революции» и «идеал Святой Руси». В 2017 году «Знание» начало загружать видеоролики на собственный ютуб-канал. Однако видеоролики набирали немного просмотров. В 2019 году общество запустило «Сетевой университет». В 2020 году «Знание» запустило проект «РОЗыск» с блогерами, которые рассказывали про историю, педагогику, языки и йогу. Эти видео стали набирать уже десятки тысяч просмотров.
В 2021 году в СМИ сообщалось, что об обществе забыли. По состоянию на 2021 год на сайте общества самые ранние установочные документы относились к 2015—2016 годам. 21 апреля 2021 года в послании Федеральному собранию президент России Владимир Путин сообщил, что общество не замечают:

На современной цифровой платформе нужно перезапустить работу общества «Знание», все мы о нём хорошо помним. В последние годы оно вроде существует, но вроде его никто не замечает.
В мае 2021 года генеральным директором общества избрали Максима Древаля. В 2021 году Общество запустило просветительскую премию России «Знание» при поддержке Владимира Путина. Премия была основана для признания заслуг российских просветителей и повышать их статус в обществе. Церемония награждения была проведена в декабре 2021 года в Московском театре мюзикла, лауреаты премии начали сотрудничество с Обществом.
При Древале «Знание» стало выпускать гораздо больше видеороликов. Так, из полутора тысяч видеороликов, выпущенных «Знанием» по состоянию на начало 2022 года, более тысячи видеороликов вышло за первые восемь месяцев руководства Древаля. При Древале спикерами видеороликов в основном были чиновники, деятели «Единой России», а также главы крупных компаний. Вместе с тем при Древале на канале «Знания» почти перестали размещать ролики на политическую тематику, а также на тему «духовно-нравственное воспитание молодежи». Кроме того, в 2021 и 2022 году «Знание» ежегодно проводило два просветительских марафона.
В наблюдательный совет «Знание» входит Сергей Кириенко и помощники президента России Владимир Мединский, Максим Орешкин, Андрей Фурсенко. Партнёрами общества являются Следственный комитет РФ, «Российский союз ветеранов», Российское историческое общество, ВЦИОМ, Министерство науки.
«Медуза» в 2022 году отметила странную статистику просмотров, порой один и тот же видеоролик «ВКонтакте» набирал сотни тысяч просмотров, а на Ютубе — десятки просмотров. По состоянию на 2022 год видеоролики «Знания» не объединены в тематические курсы, а собраны в плейлисты с общими описаниями. Часть роликов записана во время марафонов «Знания», а часть — в специально оборудованной студии. При этом на видеороликах не было никаких интерактивных элементов (например, тайм-кодов).
В декабре 2023 года, из-за российского вторжения на Украину, общество «Знание» было включено в санкционный список всех стран Евросоюза и Швейцарии как «образовательная и пропагандистская организация»:

«Знание» организует массовые собрания на территории России, в ходе которых поддерживает военную агрессию против Украины и распространяет прокремлёвскую дезинформацию и пропаганду об этой войне. Она также проводила встречи с личным составом Росгвардии и Министерством обороны России.

«Знание» проводит публичные мероприятия на незаконно аннексированных украинских территориях Донецка, Луганска и Запорожья, пропагандируя войну и ложные нарративы о якобы русском характере аннексированных украинских регионов. Кроме того, она участвует в процессе русификации местного украинского населения.Оригинальный текст (англ.)Znanie organises mass events across the territory of the Russian Federation, during which it endorses Russia’s war of aggression against Ukraine, and spreads pro-Kremlin disinformation and propaganda about the war. It also held meetings for the personnel of the National Guard (Rosgvardiya) and the Ministry of Defence of the Russian Federation.

Znanie holds public events in the illegally annexed Ukrainian territories of Donetsk, Luhansk and Zaporizhzhia, promoting the war and false narratives about the purported Russian character of the annexed Ukrainian regions. Furthermore, it is involved in the Russification process of the local Ukrainian population.— «Официальный журнал Европейского союза», Брюссель, 18 декабря 2023 года
Российское общество «Знание» открыло свою викиэнциклопедию: «Знание.Вики».
В 2024 году запустила проект «Знания за Знания» совместно с «Умникоинами», где лекторы общества предоставляют свои онлайн-консультации школьникам и студентам в обмен на образовательную криптовалюту.

## Руководители
Президенты общества «Знание» России
- акад. Образцов, Иван Филиппович (1992—1999)
- акад. Марчук, Гурий Иванович (1999—2004)
- акад. Багаев, Сергей Николаевич (2004—2009)
- д.филос.н. Смолин, Олег Николаевич (2009—2013)
- к.пол.н. Швецова, Людмила Ивановна (2013—2014)
- д.п.н. Булаев, Николай Иванович (2015—2016)